# Лу Цзюнь
Лу Цзюнь (кит. упр. 陆俊, пиньинь Lù Jùn); род. 19 марта 1959) — китайский футбольный арбитр. Арбитр ФИФА с 1991 по 2004 год. Один из арбитров розыгрыша финальной стадии Чемпионата мира 2002 в Японии и Кореи. В рамках чемпионата мира отсудил две встречи группового этапа: Хорватия — Мексика завершившуюся со счётом 0:1, и Польша — США завершившуюся со счётом 3:1. В различное время также обслуживал матчи женского чемпионата мира 1991 года, Кубков Азии 1996, 2000 и 2004 годов, Кубка конфедераций 2001 года и ряд других турниров.
В феврале 2012 года получил пять с половиной лет тюремного заключения с конфискацией имущества, приговор был вынесен китайским судом за получение взяток и организацию договорных матчей. В рамках дела были затронуты 60 игроков, тренеров и судей.